# 霹靂賽車
霹靂賽車 (Battle Gear)，一款在大型機台（街機）上的賽車遊戲，以擬真以及甩尾（漂移）為其遊樂訴求，製作公司為日本的TAITO。其中第3代也有出過PS2的版本，目前日本及香港大多數都已經更新為新版BG4T機台，而台灣由於玩家稀少緣故，至今都仍舊只有舊版BG4機台。
常見的其他稱呼有直接稱呼簡稱BG（由於各代不盡相同，常在後方加上數字，例如BG4）以及霹靂賽車（中文代理商的命名，但是玩家間幾乎沒幾個人這樣叫）

## Battle Gear
以甩尾為其遊樂訴求，而賽道則多為架空的虛設賽道。

### 賽道
初級(For Novice : Lakefront In Spring) 、中級(For Intermediate : Skyline In Summer)、上級(For Expert : Valley In Autumn)、超上級(For Professional : Snow In Winter)

### 出場車輛
- 豐田：SUPRA RZ (Class A) 、 CELICA GT FOUR (Class B)、 COROLLA LEVIN BZ-R (Class C) 、SPRINTER TRUENO GT APEX (Class C)、COROLLA LEVIN GTV (Class C)
- 日產：SKYLINE GTR (Class A)、 SILVIA K'S (Class B) 、 180SX (Class B)
- 本田：NSX Type S･Zero (Class A)、 INTEGRA Type-R (Class B)、 CIVIC Type-R (Class C)
- ：RX-7 RZ (Class A)、 SAVANNA RX-7 ∞ (Class B)、ROADSTER A-Spec (Class C)、 ROADSTER 1600cc (Class C)
- 三菱：LANCER GSR EVOLUTION V (Class A)、 LANCER GSR EVO. IV (Class A)、 LANCER GSR EVO. III (Class A)
- ：IMPREZA 22B Sti (Class A)、 IMPREZA WRX Sti VERSION V (Class A)、 IMPREZA Type-R Sti VER. V (Class A)

## Battle Gear 2
開始出現現實中的賽道。不少為漫畫頭文字D的場景，以及影射頭文字D內車輛的隱藏車種。但由於沒有取得頭文字D的版權以及之後SEGA公司也有出了頭文字D的街機，此代之後BG有時被玩家戲稱為「地下版的頭文字D」。

### 賽道
有八條，分別是超初級、初級、中級、超中級、上級、超上級、弩級與超弩級。

### 出場車輛
- 豐田：SUPRA RZ、CELICA GT-FOUR、COROLLA LEVIN BZR、SPRINTER TRUENO GT-Apex、COROLLA LEVIN GTV、ALTEZZA RS200、CELICA SS-II、MR-S S EDITION、
- 日產：SKYLINE GT-R、SILVIA K's、180SX Type-S、SKYLINE GT-R V-Spec、SILVIA Spec-R AERO
- 本田：NSX TYPE S ZERO、INTEGRA Type-R、CIVIC Type-R、S2000
- ：SAVANNA RX-7 ∞、RX-7 Type-RS、ROADSTER 1.8 A-Spec、ROADSTER 1.6
- 三菱：LANCER GSR EVOLUTION III、LANCER GSR EVOLUTION IV、LANCER GSR EVOLUTION V、LANCER GSR EVOLUTION VI、LANCER GSR EVOLUTION VI TOMI MAKINEN EDITION
- ：IMPREZA 22B STi、IMPREZA WRX Type-RA Sti Ver.VI LIMITED EDITION、IMPREZA WRX Type-R Sti Ver.VI LIMITED EDITION

## Battle Gear 2v
Battle Gear 2的改版，以BG2為基本架構，加上BG1的賽道。

## Battle Gear 3
- 出現了革命性的新系統NESYS(Net Entry System)，以及「車房」系統
- 在遊戲風格上比起二代更為的擬真，畫面也更為華麗。
- 版本，分為日本版及國際版，兩者之間不論紀錄或是車匙都不能互通。直到BG3T後期才有將紀錄排行榜統合。
- 由於BG4的登場，BG3的網路系統於2005年12月26日結束服務。

### NESYS
NESYS(Net Entry System)，所有的機台都連上網路，以特殊鑰匙為玩家的辨識媒體，玩家只要藉由鑰匙開啟遊戲，紀錄會即時在網路的排行上更新。

### 車房系統
有登記車匙的玩家，亦可取得一個車房帳號，一個車房可以登記多台車輛。車房除了可以統合車輛資料，還可改裝車輛、設定車體彩繪貼紙、組網路車隊、提供記錄分析以及對戰的鬼車設定等服務。

#### 車輛改裝
可以改裝車輛的外型而不影響能力，讓自己的愛車更與眾不同。改裝部品則藉由行車的里程數取得。

#### 車體彩繪貼紙
可以在車身上限定範圍內貼上自己所畫的彩繪圖，受到不少玩家的好評。甚至有少數玩家是為了可以在車上畫圖而開始玩這個遊戲。

#### 網路車隊
提供車手於網路中組車隊的服務，車隊能取得一個隊員間的共用頁面，並可通用隊長所設定的車隊貼紙。

### 賽道
超初級、初級、上級、超上級、弩級(日本榛名山)、超弩級(日本八方原)。

### 出場車輛
詳情請看官方網頁 http://battlegear.net/archives/bg3/tuned/car.html （页面存档备份，存于）
(沒有 Tuned 字樣的車輛出現於 Battle Gear 3)

## Battle Gear 3 家用版(PS2)
比BG3增加小幅更新，但遊戲在駕駛風格上則相近於BG2。

## Battle Gear 3 Tuned
BG3的改版，但由於其中需要更換硬體(擴充硬碟)，在街機產業被極度壓縮的台灣，沒有一家店家有更新意願。故只有香港及日本有BG3T的版本。(台灣後來有出現日本水貨機，但是由於是日本機所以無法使用台灣的車匙)
- 出現了匠模式，在此模式中，抵制了BG歷代以來所謂「撞牆技巧」的弊病。
- 增加了新賽道以及新車輛。

(註：撞牆技巧。由於遊戲中並沒有車體損壞的設定，而原來撞到賽道邊牆會大幅降低速度或甚至停住的處罰設定，到後來被反利用成快速的減速方式。)

### 「匠」模式
為了抵制「撞牆技巧」所出現的遊戲模式，可自行選擇是否進入此模式，若是選擇此模式，遊戲過程中車體摩擦到邊牆每秒加罰一秒，若是撞擊到邊牆則一次加罰三秒，使得「撞牆技巧」在此模式中毫無利益可圖。而要更為顧忌車體與邊牆的距離，也讓這模式中更像真實的賽車。
又其中匠模式的匠，在日文中與頭文字D主角藤原拓海的拓海同音，不知是有意或是巧合。而因此也有人戲稱匠模式為「文太老爹數刮痕」之類的說法。(藤原文太，頭文字D中主角拓海的父親)

### 新增賽道
初級B、中級B、上級B、超上級B、弩級B(日本赤城山)、超弩級B(日本秩父名山)。

### 新增車輛
詳情請看官方網頁 http://battlegear.net/archives/bg3/tuned/car.html （页面存档备份，存于）
(出現 Tuned 字樣的車輛是新增車輛)

## Battle Gear 4

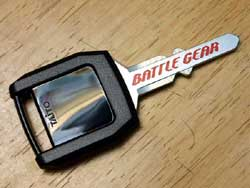
BG4 NET Entry Key

- 2005年6月20日正式開始，直到2006年11月28日被BG4T (Battle Gear 4 Tuned) 取代。
- 使用NESYS系統以及車房系統，但BG3的車匙不能繼承。
- 不設「匠」模式，因為撞牆令車速大幅減低，所以剎車腳踏變得很重要。
- 首部採用Taito Type X+硬體系統的TAITO遊戲。 （页面存档备份，存于）
- 車房中的改裝系統功能更為提升，不只外觀，也可對動力做改裝。
- 使用統一版本，不論台港或是日本都用同一版本。不但排行資料統一，車匙也可以互通。Event Race也能夠一起參與，港台玩家亦可選擇日本「鬼車」對戰。
- 由於3代時港台與日本的車房服務收費基準不同(港台免費)，故BG4車房為部份收費，可免費使用基本功能，但車體彩繪貼紙、組織網路車隊一類的服務要付費才能開啟「Garage Extension」功能，每月收費300日元。
- 首次出現了日本以外的車輛及賽道，並且也開始脫離頭文字D的陰影。
- 遊戲風格上又較前一代更近一步的擬真。
- 或許因為BG3T更新的不順利，BG4主機有了網路更新的功能。Battle Gear 4曾經進行兩次主要自動升級，包括在 2005年12月20日新增超初級與超弩級賽道，以及在2006年3月23日修正硬碟在待機模式下出現的問題與變更重播畫面效果。

### 改裝系統

BG4 車房 PC 版

前一代之前，雖可修改車的外型，但車子的性能都是固定的，而本代開始可以對性能上做改裝。改裝的項目很多，從大燈顏色到氮氣加速都有。即使是級別較低的車子也可能藉由改裝而成為「披著羊皮的狼」。而另一方面性能改裝上的需求也是使BG4更趨向擬真的一個項目，就如同賽車手也要能知道如何調整坐駕來幫自己取得更好的成績。
而改裝部品由前一代的里程數兌換，改為BG幣(Battle Gold)，由遊戲中的成績取得。擊敗等級更高的電腦或是刷新自己的紀錄，可以在一場比賽中取得更多的BG。
可改裝的部分包括：
- 有關性能部分：刹車系統、輪胎、懸掛系統、車殼、驅動系統、引擎、冷卻系統、死氣喉(排氣管)等。
- 有關外觀裝飾：車身貼紙、車窗顏色、車身顏色、擋泥板(Mud Guard)、車鈴外形/顏色 等
- 有關車內裝飾：12,000rpm高轉速錶、壓力錶、油壓錶、水溫錶、時計等

### 賽道
超初級，初級(日本宮島)，中級，上級(摩納哥F1賽道)，超上級(日本妙義山)，弩級(日本榛名山)，超弩級(摩納哥的蒙地卡羅)

### 出場車輛
- 本田：NSX type S、ACCORD Euro-R、INTEGRA TYPE R DC5、S2000、Fit 1.5S。
- ：RX-7 Type RS (FD3S)、ATENZA 23Z(台灣Mazda官方命名為Mazda6)、RX-8 Type S、ROADSTER RS-II (NB8C)、DEMIO SPORT。
- 三菱：LANCER Evolution IX GSR、COLT PLUS Sport-X。
- 日產：FAIRLADY Z Version ST(Z33)、SKYLINE GT-R V-specII(BNR34)、SILVIA spec-R AERO(S15)、MARCH 12SR。
- ：IMPREZA WRX STi spec C (GDB 04)、LEGACY B4 2.0GT spec.B。
- 豐田：Supra RZ、ALTEZZA RS200 L EDITION、CELICA TRD Sports M、MR-S S EDITION、TRUENO GT APEX 3door(AE86)、Vitz RS 1.5L 3door。
- ：Xsara Coupe VTS。
- 福特：FOCUS ST170。
- MINI：MINI COOPER S。
- 標緻：206 RC。
- 雷諾：Lutecia RENAULT sport V6。
- (VOLKSWAGEN)：New Beetle Turbo。

## Battle Gear 4 Tuned

BG4 Tuned 標誌

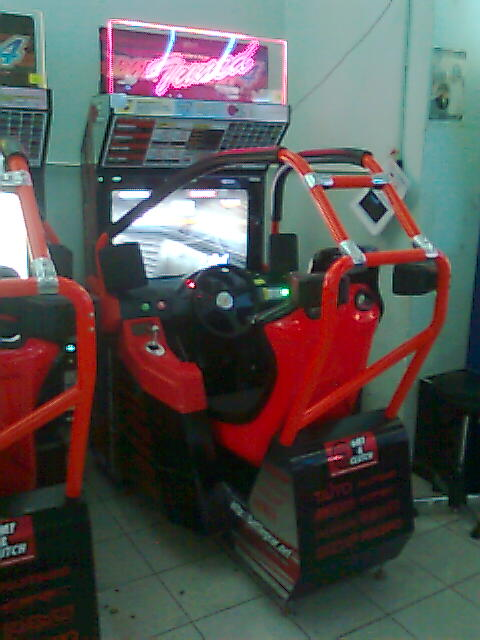
BG4 Tuned 機體 (pro 版)

在2006年舉行的TAITO Private Show上，TAITO展示多款新機，當中包括Battle Gear 4 Tuned，根據 日本am-net （页面存档备份，存于） 在6月21日的資料，沿有的Battle Gear 4可升級至Battle Gear 4 Tuned，而TAITO亦會推出新機體，新增功能包括：採用32吋闊熒幕液晶顯示屏、H型波箱以及加入離合器（極力子），預計新機將會在2006年11月於日本推出，暫定售價為1,480,000日元（未連稅），而由Battle Gear 4升級至Battle Gear 4 Tuned組件售價為350,000日元（未連稅）。
根據宣傳單張，Battle Gear 4 Tuned將會是《BATTLE GEAR》系列的最後作品。另外，在日本及香港已經在遊戲機中心進行測試，TAITO 並設有 BATTLE GEAR 4 TUNED 網頁 （页面存档备份，存于） 作簡單的介紹。

### 新增模式: Drift mode
除了原有的race mode，TA，one make race 和 battle mode 外，BG4T 新增 飄移模式 (Drift mode)。
玩家在賽道指定的位置飄移可獲得分數。
只有部分賽道可進行Drift mode : 中B，中，超上D，中C，超上，弩B。

### 賽道
BG4T 賽道總計24條
- 超初級
- 超初級B（灣岸大直路）
- 超初級C
- 初級
- 初級B
- 初級C
- 初級D（日本阪神高速環狀線）
- 中級
- 中級B
- 中級C
- 中級D
- 上級（摩納哥F1賽道）
- 上級B（雪地賽道）
- 上級C
- 上級D
- 超上級（日本妙義山）
- 超上級B（類似拉力賽SSS路段）
- 超上級C
- 超上級D
- 弩級（日本榛名山）
- 弩級B（日本赤城山）
- 超弩級（摩納哥的蒙地卡羅Turini段）
- 超弩級B（日本八方原）
- 超弩級C（日本長尾）

### 出場車輛
全車輛53部
- Citroën C4 2.0 VTS (B5RFK)
- Citroën Xsara

福特
- Ford Focus ST170 (WF0ALD)

本田
- Honda NSX NSX-R (NA2)
- Honda NSX NSX-S (NA2)
- Honda Accord Euro R (CL7)
- Honda Integra Type R (DC2)
- Honda Integra Type R (DC5)
- Honda S2000 (AP1)
- Honda Civic SiR (EG6)
- Honda Civic Type R (EK9)
- Honda Fit 1.5S (GD3)

- Mazda RX-7 FD3S
- Mazda Atenza (Mazda 6) 23Z (GG3S)
- Mazda RX-7 (FC3S)
- Mazda RX-8 (SE3P)
- Mazda MX-5 Eunos Roadster (NA6CE)
- Mazda MX-5 Roadster RS (NCEC)
- Mazda MX-5 Roadster RS-II (NB8C)
- Mazda Demio (DY5W)

迷你
- Mini Cooper (RE16)

三菱
- Mitsubishi Lancer Evolution IX GSR (CT9A)
- Mitsubishi Lancer Evolution IX MR GSR (CT9A)
- Mitsubishi Lancer GSR Evolution III (CE9A)
- Mitsubishi Lancer GSR Evolution IV (CN9A)
- Mitsubishi FTO GP Version R (DE3A)
- Mitsubishi Colt Plus Sport-X (Z23W)

日產
- Nissan Skyline GT-R (BNR32)
- Nissan Skyline GT-R V-spec (BCNR33)
- Nissan Skyline GT-R V-specII (BNR34)
- Nissan Fairlady Z Version ST (Z33)
- Nissan 180SX TYPE X (RPS13)
- Nissan Silvia K's (S13)
- Nissan Silvia spec-R AERO (S15)
- Nissan March 12SR (AK12)

標緻
- Peugeot 206

雷諾
- Renault Clio V6 (BL7X)

- Subaru Impreza WRX STI spec C (GDB) 2004
- Subaru Impreza WRX STI spec C (GDB) 2006
- Subaru Impreza WRX STI Version VI (GC8)
- Subaru Legacy B4 2.0GT spec.B (BL5)

鈴木
- Suzuki Swift (ZC31S)

豐田
- Toyota Supra RZ (JZA80)
- Toyota Altezza RS200 L edition (SXE10)
- Toyota Celica GT-FOUR (ST205)
- Toyota Celica TRD Sports M (ZZT231)
- Toyota MR2 GT-S (SW20)
- Toyota AE86
- Toyota MR-S (ZZW30)
- Toyota Vitz RS 1.5L 3door (NCP13)
- Toyota Corolla Levin AE85

- Volkswagen Golf GTI (Mk V) (1KAXX)
- Volkswagen New Beetle Turbo (9CAWU)

## 對外聯結
BATTLE GEAR官方網站
BATTLE GEAR 4官方網頁
BATTLE GEAR 4 Time Attack排名
BATTLE GEAR 4 車房（PC版本） （页面存档备份，存于）
BATTLE GEAR 4 車房（手機版本） （页面存档备份，存于）
最速傳說討論區BATTLE GEAR 4專頁 （页面存档备份，存于）
BATTLE GEAR 4 FAQ in English （页面存档备份，存于）